# Wiskunde van A tot Z

## A
Abacus -
Abelse groep -
Absolute waarde -
Afgeleide -
Afstand - 
Aftrekken -
Algebra -
Algebraïsch getal -
Algoritme -
Algoritme van Euclides -
Analyse -
Antisymmetrische matrix -
Antisymmetrische tensor -
Arccosinus -
Arcsinus -
Arctangens -
Argument -
Associativiteit -
Asymmetrische cryptografie -
Asymptoot -
Autobiografisch getal -
Axioma

## B
Banachruimte -
Basis van een vectorruimte -
Beeld -
Bereik -
Bernoulli -
Bernoullivergelijking -
Beschrijvende meetkunde -
Besselfunctie -
Bètafunctie -
Bewijs -
Bewijs uit het ongerijmde -
Bijectie -
Bijna perfect getal -
Binair -
Binaire operatie -
Binomiaalcoëfficiënt -
Binomiale verdeling -
Binomium van Newton -
Bissectrice -
Bol -
Boldriehoeksmeetkunde -
Boog -
Booleaanse algebra -
Breuk

## C
Calculus -
Cartesisch product -
Cauchyrij -
Chaostheorie -
Chebyshev-polynoom -
Chemometrie -
Cijfer -
Cijfersom -
Cirkel -
Coderingstheorie -
Commutativiteit -
Compact -
Complement -
Complex getal ({\displaystyle \mathbb {C} }) -
Complexiteitsgraad -
Computer -
Concaaf -
Constante van Euler -
continu -
Continue stochastische variabele -
Convex -
Cosinus -
Cosinus hyperbolicus -
Cotangens -
Cryptoanalyse -
Cryptografie -
Cumulatieve kansverdeling -
Cycloïde -
Cyclometrische functie

## D
Dan en slechts dan als -
Decimaal -
Decimale breuk -
Decryptie -
Deductie -
Deelbaarheid -
Definitie -
Delen -
Delerlijst -
Delingsring -
Diagonaalbewijs van Cantor -
Diameter -
Differentiaalmeetkunde -
Differentiaalrekening -
Differentiaaltopologie -
Differentiaalvergelijking -
Differentieerbaar -
Differentievergelijking -
Dimensie van een vectorruimte -
Discrete stochastische variabele -
Discrete wiskunde -
Distributiviteit -
Domein -
 {\displaystyle \cap } Doorsnede -
Driehoek -
Driehoeksgetal -
Driehoekskwadraatgetal -
Driehoek van Pascal -
Drievlakshoek

## E
e -
Econometrie -
Eenduidige ontbinding in priemfactoren -
Eenheidscirkel -
Eenheidswortel -
Eigenvector -
Eigenwaarde -
Einstein-sommatieconventie -
Ellips -
Encryptie -
Euclidische algoritme -
Even -
Exacte wetenschappen -
Exponent

## F
Faculteit -
Faculteitconform getal -
Fermatgetal -
FFT -
Figuratief getal -
Formele taal -
Formule van Euler -
Fourieranalyse -
Fractal -
Functie -
Fuzzy logic -
F-verdeling

## G
Gammafunctie -
Gauss-Jordaneliminatie -
Gebrekkig getal -
Gecentreerd veelhoeksgetal -
Geheel getal -
Gelijkheid (verzamelingenleer) -
Geschiedenis van de wiskunde -
Gesloten verzameling -
Getal -
Getallen en getalverzamelingen -
Getaltheorie -
Getransponeerde matrix -
Goniometrie -
Goniometrische-identiteitenlijst -
Grafentheorie -
Grafiek -
Groep -
Groepentheorie -
Grondtal -
Grootste gemene deler -
Gulden snede

## H
Halfregelmatig veelvlak -
Handelsreizigersprobleem -
Harmonische rij -
Harshadgetal -
Hausdorff-ruimte -
Helling -
Hexadecimaal -
Hilbertruimte -
Hoektransversaal -
Hoofdstelling van de algebra -
Hoofdstelling van de integraalrekening-
Hoofdstelling van de rekenkunde -
Hoogtelijn -
Hyperbool -
Hypotenusa

## I
Identieke afbeelding -
Imaginair getal -
Imaginaire eenheid -
Identiteit -
Inductie -
Informatica -
Informatietheorie -
Injectie -
Integraal -
Integraalrekening -
Integralenlijst -
Interval -
Invariant -
Inverse -
Inverse Laplacetransformatie -
Inwendig product -
Inwendig-productruimte -
Irrationaal getal

## J
Jacobiaan -
Juliaverzameling

## K
Kansdichtheid -
Kansrekening -
Kansverdeling -
Kardinaliteit -
Kegelsnede -
Kern -
Kettingbreuk -
Kettinglijn -
Keuzeaxioma -
Kiem -
Kleine stelling van Fermat -
Kleinste gemene veelvoud -
Kristal -
Kristallografie -
Kubusgetal -
Kwadraatgetal -
Kwadratisch gemiddelde

## L
Laatste stelling van Fermat -
Lagrangiaan -
Laplacetransformatie -
Lege verzameling -
Leylandgetal -
Lichaam (Ned) -
Lichaam (Be) -
Lijn -
Lijst van wiskundigen -
Limiet -
Lineaire afbeelding -
Lineaire algebra -
Lineaire code -
Lineaire onafhankelijkheid -
Lineaire transformatie -
Liniaal -
Links-distributief -
Logaritme -
Logaritmische schaal -
Logica

## M
Maat -
Maattheorie -
Macht -
Machtsverheffen -
Machtsverzameling -
Matrix -
Mechanica -
Meetkunde -
Meetkundige rij -
Mersennepriemgetal -
Metriek -
Metrische ruimte -
Middelwaardestelling -
Modale logica -
Modulo

## N
{\displaystyle \mathbb {N} } Natuurlijk getal -
Natuurlijke logaritme -
Negatief -
Negatief grondtal -
Neutraal element -
Nivengetal -
Normaalvector -
Normale verdeling -
Nul -
Numerieke beeldbewerking

## O
Octaal talstelsel -
Omgekeerde -
Omtrek -
Oneindig -
Oneven -
Ongelijkheid -
Onvolledigheidsstelling -
Open verzameling -
Operations Research -
Oplossen van vergelijkingen -
Oppervlakte -
Optellen -
Orde -
Orthogonaal -
Overvloedig getal

## P
Paradox -
Parallel -
Partiële integratie -
Perfect getal -
Periodiek -
Permutatie -
Pi ({\displaystyle \pi }) -
Polygoon -
Polynoom -
Positief -
Predicatenlogica -
Priemfactor -
Priemfactorenlijst -
Priemgetal -
Priemgetalhiaat -
Priemtweeling -
Prisma -
Propositielogica -
Pseudo-priemgetal -
Piramidegetal

## Q
{\displaystyle \mathbb {Q} } -
Quaternion -
Q.E.D. -
Quotiënt

## R
Rang -
Rationaal getal ({\displaystyle \mathbb {Q} }) -
Rechthoek -
Rechte bolconoïde -
Rechts-distributief -
Recursie -
Reductio ad absurdum -
Reëel getal ({\displaystyle \mathbb {R} }) -
Reeks -
Reeks van Fibonacci -
Reflexieve relatie -
Regelmatig veelvlak -
Regelmatige vijfhoek - 
Regelmatige zeshoek - 
Regeloppervlak -
Regel van L'Hôpital -
Rekenen -
Rekenkunde -
Rekenkundige rij -
Rekenliniaal -
Relatie -
Repeterende breuk -
Richtingscoëfficiënt -
Riemannintegratie -
Ring -
Romeins cijfer -
Ruimte -
Russellparadox -
Rij

## S
samengesteld getal -
schijf -
semipriemgetal -
sinus -
sinus hyperbolicus -
snijpunt -
sommatie ({\displaystyle \sum }) -
speltheorie -
sphenisch getal -
staartdeling -
statistiek -
stelling van Pythagoras -
stelling van Rolle -
stochastische variabele -
straal -
studentverdeling -
symbool -
substitutie -
symmetrie -
symmetrische relatie -
symmetrische cryptografie

## T
Talstelsel -
Tangens -
Tangens hyperbolicus -
Tautochrone kromme -
Telraam -
Tensor -
Tetraëdergetal -
Theorema -
Tijdslogica -
Topologie -
Topologische ruimte -
Torus -
Transcendent getal -
Transitiviteit -
Trigonometrie -
T-verdeling -
Tweevlakshoek

## U
Uitdrukking -
Uitkomstenruimte -
Unaire operatie -
Uniciteit -
Universaliteit

## V
Variabele -
Variantie -
Variëteit -
Vector -
Vectorruimte -
Veelhoek -
Veelhoeksgetal -
Veld -
Vereniging -
Vergelijking -
Vermenigvuldigen -
Vermoeden van Goldbach -
Verwachting -
Verzameling -
Verzamelingenleer -
Vierhoek -
Vierkant -
Vierkante matrix -
Vierkantsvergelijking -
Vierkantswortel -
Vierkleurenstelling -
Vlaamse Wiskunde Olympiade -
Volledige inductie

## W
Waarheidstabel -
Wetenschappelijk tekenen -
Wig van Wallis -
Wiskunde -
Wiskundig bewijs -
Wiskundige -
Wiskundige inductie -
Wiskundige logica -
Wiskundig spel -
Wortel ({\displaystyle {\sqrt {}}})

## X
X-as

## Y
Y-as

## Z
Zakrekenmachine -
Zeef van Eratosthenes -
Zeven bruggen van Königsberg -
Zuivere wiskunde -
Zwaartelijn

## 0...9
1 -
1 − 2 + 3 − 4 + ⋯ -
1 + 1 + 1 + 1 + ⋯ -
23 problemen van Hilbert -
36 -
496